# Robaldo di Milano
Robaldo o Roboaldo (Milano, XI secolo – Milano, 30 dicembre 1145) è stato un arcivescovo cattolico italiano.

## Biografia
Poco o nulla si sa della vita di Robaldo prima della sua elezione ad arcivescovo di Milano, fatto che avvenne il 2 agosto 1135 quando il suo predecessore, Anselmo V Pusterla,  morì in prigionia a Roma, dopo esser stato sconfitto e deposto dai milanesi nel 1133 a seguito dello scontro che si era svolto a Milano fra i seguaci dell'antipapa Anacleto II e quelli di Innocenzo II guidati da San Bernardo. San Bernardo non accettò l'incarico di arcivescovo della città che venne preso da Robaldo, allora vescovo di Alba (carica che mantenne), e già presente in Milano per esercitare le funzioni episcopali scoperte causa la scacciata di Anselmo dalla città.

Nel 1136 Robaldo appoggiò e sostenne gli esponenti della cittadinanza milanese che dotarono di beni l'Abbazia di Morimondo, cistercense fondata due anni prima nella campagna a sud di Milano. Il suo nome compare nella lapide tuttora in facciata e collocata nel 1650 a opera dell'abate Antonio Libanorio.
Nel 1139 emise una bolla con la quale le monache del monastero di Montano vennero esentate dal pagare le decime per alcuni terreni che coltivavano e che dipendevano dalla Pieve di Rosate, allo scopo di favorire la coltivazione di terreni abbandonati, incontrando l'opposizione del prevosto locale. Questa stessa bolla sarà poi citata in un sinodo a Pisa a supporto della soppressione del pagamento di decime e gabelle sui legati a favore di abbazie.
Il 1144 fu anno di impegnativa attività amministrativa e lotta politico religiosa per Robaldo, che pose sotto la direzione dei canonici di Sant'Eustorgio di Milano l'amministrazione di un ospedale da lui fondato per il sostentamento dei poveri e degli ammalati, presso Porta Ticinese, e, d'accordo con due legati papali, scomunicò i monaci di Sant'Ambrogio che si erano rifiutati di sottostare a una sentenza emessa a seguito di una causa fra i monaci e i canonici di Sant'Ambrogio. Sempre nello stesso anno l'arcivescovo confermò l'appartenenza dell'Abbazia del Cerreto a quella di Chiaravalle in seguito alla rimozione dalle abbazie dei monaci benedettini che avevano parteggiato per l'antipapa Anacleto II, sostituiti dai monaci cistercensi.
Morì a Milano il 30 dicembre 1145. Fu sepolto presso il pulpito della basilica di Santa Maria Maggiore.